# Saison 11 de Julie Lescaut
Chronologie
Saison 10 de Julie Lescaut Saison 12 de Julie Lescaut
La onzième saison de Julie Lescaut, série télévisée française, est constituée de cinq épisodes.
Cet article présente le guide des épisodes de la onzième saison de la série télévisée Julie Lescaut (2002).

## Distribution principale
- Véronique Genest : Commissaire Julie Lescaut
- Mouss Diouf : Inspecteur Justin N'Guma
- Alexis Desseaux : Inspecteur Vincent Motta
- Jennifer Lauret : Sarah, la fille ainée de Julie Lescaut
- Joséphine Serre : Babou, la fille cadette de Julie Lescaut

## Épisode 48:Une jeune fille en danger
- France : 2 mai 2002 sur TF1

- Samia Sassi (inspecteur Zora Zaouida)
- Renaud Marx (inspecteur Kaplan)
- Sophie Artur (Cristelle)

## Épisode 49:Amour blessé
- France : 4 juillet 2002 sur TF1

- Vincent Nemeth (Rivet)
- Patrick Rocca (Darzac)
- Benoît Allemane (Berthier)

## Épisode 50:Jamais deux sans trois
- France : 5 septembre 2002 sur TF1

- Vincent Nemeth (Rivet)

## Épisode 51:La tentation de Julie
- France : 2002 sur TF1

- Vincent Nemeth (Rivet)
- Patrick Rocca (Darzac)

## Épisode 52:Le Voyeur
- France : 2002 sur TF1

- Vincent Nemeth (Rivet)
- Patrick Rocca (Darzac)